# 松本長
松本長（まつもと ながし、1877年（明治10年）11月11日 - 1935年（昭和10年）11月29日）はシテ方宝生流能楽師。静岡市出身。

## 経歴
松本金太郎の次男として生まれる。1884年（明治17年）上京、明治天皇行幸能で子方などを務めたあと、1892年（明治25年）宝生九郎(16代家元)に入門。厳しい稽古を受け、野口兼資とともに宝生流の双璧とされた。
端正な品位の高い芸風で知られた。レコード（SP盤）で「卒都婆小町」が残る。
1920年頃より高浜虚子門下で句作を開始。これを契機に句謡会が生まれ、虚子最晩年まで続いた。著書に「松韻秘話」がある。
1935年（昭和10年）11月28日、早稲田大隈会館で行われた永楽宝生会主催の例会に出演し、「国栖」を謡っていている最中に卒倒。
手当が行われたものの意識は回復せずに、翌11月29日に脳溢血により大隈会館内で死去。葬儀は同年12月2日、宝生会葬として青山斎場で行われた。

## 家族
長男は俳人松本たかし、次男は能楽師松本惠雄（人間国宝）。泉鏡花の従兄に当たる。